# The Drowners
The Drowners este primul single al formației Suede, lansat pe data de 11 mai 1992, și apărut ulterior pe primul lor album, Suede. A ajuns până pe locul 49 în topul britanic, și a fost extrem de aclamat de revistele Melody Maker și New Musical Express, inclusiv pentru B-side-urile de pe el. Deși nu a fost un hit de la început, a devenit de-a lungul timpului unul dintre cântecele definitorii ale formației.
Manic Street Preachers au efectuat un cover după acest concert într-unul din concertele lor, avându-l invitat pe Bernard Butler. O înregistrare a acestui cover a apărut drept B-side pe single-ul lor din 1994, „She Is Suffering”. Trupa de space rock Flying Saucer Attack a realizat și ea un cover după acest cântec.
B-side-ul „My Insatiable One” a fost interpretat de Morrissey în timpul turneului său din 1992.

## Lista melodiilor

### CD
1. „The Drowners”
2. „To the Birds”
3. „My Insatiable One”

### 12"
1. „The Drowners”
2. „To the Birds”
3. „My Insatiable One”

### 7"
1. „The Drowners”
2. „To the Birds”

## Despre videoclipuri
Au existat două variante - una difuzată în Marea Britanie, și alta în SUA.
Varianta britanică (regizată de Lindy Heymann) prezintă formația interpretând cântecul, în timp ce camera se mișcă în jurul lor, punându-i pe fiecare dintre ei în prim-plan. Imaginile cu formația alternează cu acelea ale unei fete pe a cărei față și păr se află vopsea argintie, apoi cu imaginea aceleiași fete, care se află într-o cameră tapetată, strângând în brațe în unele cadre un manechin cu pălărie. Solistul Brett Anderson este arătat îmbrăcat într-un costum alb, plimbându-se de mână cu fata; la un moment dat, cei doi se opresc și se îmbrățișează, privindu-se - în unele momente Brett strânge în brațe un manechin, în altele fata este cea care deține manechinul.
Varianta americană (regizată de Matthew Amos) a fost filmată în fața membrilor fan-clubului Suede, în studiourile Ealing. Formația a interpretat cântecul dansând împreună cu fanii prin spumă, și la sfârșit aceștia aproape că l-au tras pe Anderson de pe scenă. Videoclipul e filmat în șase culori, care se schimbă pe parcurs: roșu, sepia, galben, verde, bleu și albastru.

## Poziții în topuri
- 49 (Marea Britanie)